# Space Metal
Space Metal è il primo album in studio del supergruppo musicale Star One, pubblicato nel 2002 dalla Inside Out Music.

## Tracce
1. Lift-Off – 1:13
2. Set Your Controls – 6:01
3. High Moon – 5:36
4. Songs of the Ocean – 5:23
5. Master of Darkness – 5:14
6. The Eye of Ra – 7:34
7. Sandrider – 5:31
8. Perfect Survivor – 4:46
9. Intergalactic Space Crusaders – 5:22
10. Starchild – 9:04

CD bonus nell'edizione speciale
1. Hawkwind Medley – 9:46
2. Spaced Out – 4:53
3. Inseparable Enemies – 4:15
4. Space Oddity (David Bowie cover) – 4:59
5. Starchild (Pro-Logic Mix) – 9:31
6. Spaced Out (Alternative Version) – 4:55
7. Intergalactic Laxative (traccia nascosta, Donovan Cover) – 2:32

## Formazione
Gruppo
- Sir Russell Allen – voce
- Damian Wilson – voce
- Dan Swanö – voce
- Floor Jansen – voce
- Arjen Anthony Lucassen – chitarre, organo Hammond, tastiera, voce
- Ed Warby – batteria
- Peter Vink – basso

Altri musicisti
- Dave Brock – voce, cori
- Jens Johansson – tastiere
- Erik Norlander – tastiere
- Robert Soeterboek – cori
- Gary Wehrkamp – chitarra